# Método de las cuatro esquinas

El código del símbolo 法 (pinyin: fǎ; con los significados de "método/ley/Francia") es un ejemplo del uso de un quinto dígito para denotar la presencia de un trazo extra: 3413_{1} (丶十一丶_{一}).

El Método de las Cuatro Esquinas (chino simplificado: 四角號碼檢字法; chino tradicional: 四角号码检字法; pinyin: sì jiǎo hàomǎ jiǎnzì fǎ; literalmente: "método de búsqueda de códigos de las cuatro esquinas") es un método de ordenación de ideogramas, utilizado para asignar códigos numéricos a los caracteres chinos, facilitando su identificación para su introducción en un ordenador o una máquina de escribir manual. Se utilizan cuatro o cinco dígitos numéricos por carácter, asignados según unas reglas relativamente sencillas en función de la geometría del signo (presencia de líneas verticales, horizontales, puntos, ángulos...) en cada una de sus cuatro esquinas. El Método de las Cuatro Esquinas es también conocido como Sistema de las Cuatro Esquinas.
Los ideogramas chinos, de forma general, se inscriben en cajas aproximadamente cuadradas. Cuatro dígitos (del 0 al 9 cada uno) codifican las formas encontradas en las cuatro esquinas del símbolo, según el orden superior-izquierdo, superior-derecho, inferior-izquierdo, inferior-derecho (describiendo una especie de "Z" sobre el carácter).  A pesar de que este criterio no identifica unívocamente cada carácter chino, reduce la búsqueda del ideograma a una lista muy corta de posibilidades con una geometría parecida. Un quinto dígito puede ser añadido para describir la presencia de una parte extra por encima de la esquina inferior-derecha si es necesario.

## Origen
El Método de las Cuatro Esquinas fue inventado en los años 1920 por Wang Yunwu (王雲五), editor jefe de la empresa Commercial Press Ltd. de China. Su desarrollo estuvo basado principalmente en las contribuciones del erudito ruso Otto Rosenberg, a comienzos del siglo XX, así como en las experiencias de Lin Yutang y otros.[cita requerida] Su propósito original era servir de ayuda a los telegrafistas para buscar el número del código del telégrafo chino (CST) correspondiente a cada ideograma, por entonces consignados en unas largas listas de caracteres. Este hecho fue mencionado por Wang Yunwu en un panfleto introductorio titulado "Sijiaohaoma Jianzifa" en 1926. Cai Yuanpei y Hu Shih escribieron la introducción de este documento.

## Procedimiento de codificación
Los cuatro dígitos utilizados para codificar cada carácter se eligen según la "forma" de cada una de sus cuatro esquinas por este orden: superior izquierda, superior derecha, abajo izquierda y abajo derecha.  Las configuraciones geométricas correspondientes a cada dígito pueden ser memorizadas utilizando un poema chino compuesto por Hu Shi, llamado Bihuahaoma Ge, como "llave de memoria" al sistema:
| Tradicional                                                         |                                                                     | Simplificado | | Pinyin |  | Significado |
| 一橫二垂三點捺， 點下帶橫變零頭， 叉四插五方塊六， 七角八八小是九。 | 一横二垂三点捺， 点下带横变零头， 叉四插五方块六， 七角八八小是九。 | Yī héng, èr chuí, sān diǎn, nà; Diǎn xià dài héng, biàn líng tou; Chǎ sì, chā wǔ, fāng kuài liù; Qī jiǎo, bā ba, xiǎo shì jiǔ. | 1 para horizontal, 2 vertical, 3 es un punto; un punto sobre una horizontal, o ya en otra esquina, es 0; un cruce es 4, más de un cruce es 5, una caja es 6; 7 para una esquina, 八 (forma del carácter '8') es 8, y 小 es 9. |        |  |             |

En la década de 1950, lexicógrafos de la República Popular China cambiaron un poco el poema por motivos políticos, para evitar su asociación con Hu Shi, a pesar de que los contenidos quedaron generalmente sin cambios. Por distintas razones, su nombre era "innombrable" en la época en la que se compuso la nueva versión oficial. La versión de los años 1950 tomó la forma siguiente:
| Tradicional                                                         |                                                                     | Simplificado | | Pinyin |  | Significado |
| 横一垂二三點捺， 叉四插五方框六， 七角八八九是小， 點下有横變零頭。 | 横一垂二三点捺， 叉四插五方框六， 七角八八九是小， 点下有横变零头。 | Héng yī, chuí èr, sān diǎn, nà; Chǎ sì, chā wǔ, fāng kuàng liù; Qī jiǎo, bā ba, jiǔ shì xiǎo; Diǎn xià yǒu héng, biàn líng tóu. | Horizontal es 1, vertical 2, 3 es un punto; un cruce es 4, más de un cruce es 5, una caja es 6; 7 para una esquina, 8 para 八 (forma del carácter '8'), 9 es 小; y un punto sobre una horizontal, o ya otra esquina es 0. |        |  |             |

Otras notas:
- Un solo trazo puede ser representado en más de una esquina, como es el caso de algunos trazos en zig-zag. (Por ej. el código para 乙 es 1771)
- Si el carácter está rodeado por los grafismos 囗, 門(门), o 鬥, las esquinas más bajas suelen indicar lo que figura dentro del radical, en vez de 00 para 囗 o 22 para los otros. (Por ej. el código para 回 es 6060)

Ha habido numerosos, quizás centenares, de estos sistemas numéricos y alfa-numéricos propuestos o popularizados (como el "Índice Instantáneo" de Lin Yutang, "Trindex", "Cabeza-cola", "Sanjiahaoma" de Wang An, ó "Halpern"). Estos sistemas son denominados genéricamente como "sijiaohaoma" (en referencia al panfleto original), aunque esto no es correcto.

## Versiones
Con el paso del tiempo, el Método de las Cuatro Esquinas ha experimentado una serie de distintas versiones.

### Primera versión
La primera versión (revisada) se publicó en Shanghái en 1928. Fue rápidamente adoptada y popularizada como método para (entre otras cosas):
- Ordenamiento e indexación de caracteres chinos en diccionarios
- La indexación de libros clásicos y modernos chinos, bibliotecas, hospitales y registros policiales
- Máquinas de escribir chinas
- El código militar (para manejar los caracteres rápidamente)

### Segunda versión
Una segunda revisión menor se realizó durante y justo después de la Segunda Guerra Mundial. Fue utilizada por la mayoría de los lexicógrafos de la posguerra incluyendo a Morohashi Tetsuji, quien creó su diccionario chino-japonés en 12 volúmenes, el Dai Kan-Wa jiten, incluyendo el Método de las Cuatro Esquinas entre varios otros sistemas. Oshanin (URSS) incluyó un índice basado en el Método de las Cuatro Esquinas en su diccionario chino-ruso. La nueva república China publicó un proyecto extraordinario de las 25 Historias (Ershi wu shi) a comienzos de la década de 1950, con un índice del volumen completo basado en el Método de las Cuatro Esquinas.

### Tercera versión
Durante la Revolución Cultural, el Método de las Cuatro Esquinas experimentó una tercera revisión radical durante la recopilación del volumen experimental del Xiandai Hanyu Cidian (Prensa Comercial, Beijing, 1972). Otro diccionario de tamaño mediano, el Xinhua Zidian, apareció también con este índice, pero a finales de los años 1990 el índice de cuatro esquinas desapareció de las ediciones más nuevas. Ambos utilizan ahora el sistema Pinyin como entrada principal.
El método de las cuatro esquinas ha quedado finalmente para algunos lectores, investigadores, editores e indexadores documentales, no para escritores que necesitan un carácter que conocen que necesitan localizar para un discurso o una conferencia. Una excelente nueva versión del pequeño "Xin Sijiaohaoma Cidian", ha estado disponible desde finales de los años 1970, actualizado en varias ediciones nuevas e impresiones. Utiliza la tercera revisión, y disfruta de alguna popularidad.

## Uso actual
El propósito principal del sistema original de las cuatro esquinas en la actualidad es la investigación académica o el manejo de grandes cantidades de caracteres, términos, fichas, o nombres. Es también utilizado para introducir datos en los ordenadores, donde se usa una lista más pequeña de elementos para explorar la base de símbolos con otros sistemas, a la que se accede mediante un sistema basado en el código de las cuatro esquinas. La edición en gran tipo del Xinhua Zidian está disponible con un índice ordenado por el método de las cuatro esquinas, para aquellas personas cuya falta de agudeza visual les dificulta analizar y contar los trazos.
Muchos famosos libros de referencia y colecciones de la época del Kuomintang, que incluyen índices por el método de las cuatro esquinas, están siendo reimprimidos para estudiosos y todos aquellos interesados en la lengua china antigua o en estudios históricos.

## Conclusiones
El método de las cuatro esquinas, en sus tres revisiones, se mantuvo en el estado chino durante un tiempo, y se encuentra en numerosos trabajos de referencia antiguos y en algunos todavía en publicación. El pequeño Diccionario chino-japonés Kangorin de Yoneyama tuvo un índice por el método de las cuatro esquinas cuando se introdujo en los años 1980, pero ha sido eliminado desde entonces.
El método de las cuatro esquinas ya no es de uso común en China o Taiwán, a pesar de que los diccionarios que lo utilizan están todavía disponibles en muchas librerías y bibliotecas para quienes tengan la necesidad o el deseo de aprenderlo o utilizarlo. Para la opinión pública, se identifica con la época en la que muchos chinos eran analfabetos y la lengua no estaba todavía unificada; la mayoría de los chinos utilizan hoy el diccionario para ayudarles a escribir, no a leer. Pero es útil para estudiosos, empleados, editores, compiladores, y especialmente para extranjeros que necesitan leer en chino. En tiempos recientes ha recibido un nuevo uso como sistema de entrada de caracteres en los ordenadores, generando listas cortas y manejables para buscar un ideograma determinado.

### Contexto
- Codificación de caracteres chinos
- Métodos de entrada chinos para ordenadores
- Escala Pentatone

### Usos
- Sistema de entrada chino CKC, implementación del método de las cuatro esquinas
- Índice chino de las cuatro esquinas — Listado de muchos de los caracteres chinos ordenados por su número de las Cuatro Esquinas

### Otras codificaciones estructurales
- Código de telégrafo chino, un sistema de 4 dígitos
- SKIP, un sistema estructural para japonés kanji